# Мат Бодена
|   | a | b | c | d | e | f | g | h |   |
| - | --- | --- | --- | --- | --- | --- | --- | --- | - |
| 8 | c8 чёрный король · e8 чёрная ладья · h8 чёрная ладья · a7 чёрная пешка · b7 чёрная пешка · c7 чёрная пешка · g7 чёрная пешка · h7 чёрная пешка · c6 чёрный конь · d5 белый слон · f5 чёрный слон · f4 белая пешка · a3 чёрный слон · c3 белая пешка · e3 белый слон · f3 белый ферзь · a2 белая пешка · d2 белый конь · f2 белая пешка · h2 белая пешка · c1 белый король · d1 белая ладья · h1 белая ладья | c8 чёрный король · e8 чёрная ладья · h8 чёрная ладья · a7 чёрная пешка · b7 чёрная пешка · c7 чёрная пешка · g7 чёрная пешка · h7 чёрная пешка · c6 чёрный конь · d5 белый слон · f5 чёрный слон · f4 белая пешка · a3 чёрный слон · c3 белая пешка · e3 белый слон · f3 белый ферзь · a2 белая пешка · d2 белый конь · f2 белая пешка · h2 белая пешка · c1 белый король · d1 белая ладья · h1 белая ладья | c8 чёрный король · e8 чёрная ладья · h8 чёрная ладья · a7 чёрная пешка · b7 чёрная пешка · c7 чёрная пешка · g7 чёрная пешка · h7 чёрная пешка · c6 чёрный конь · d5 белый слон · f5 чёрный слон · f4 белая пешка · a3 чёрный слон · c3 белая пешка · e3 белый слон · f3 белый ферзь · a2 белая пешка · d2 белый конь · f2 белая пешка · h2 белая пешка · c1 белый король · d1 белая ладья · h1 белая ладья | c8 чёрный король · e8 чёрная ладья · h8 чёрная ладья · a7 чёрная пешка · b7 чёрная пешка · c7 чёрная пешка · g7 чёрная пешка · h7 чёрная пешка · c6 чёрный конь · d5 белый слон · f5 чёрный слон · f4 белая пешка · a3 чёрный слон · c3 белая пешка · e3 белый слон · f3 белый ферзь · a2 белая пешка · d2 белый конь · f2 белая пешка · h2 белая пешка · c1 белый король · d1 белая ладья · h1 белая ладья | c8 чёрный король · e8 чёрная ладья · h8 чёрная ладья · a7 чёрная пешка · b7 чёрная пешка · c7 чёрная пешка · g7 чёрная пешка · h7 чёрная пешка · c6 чёрный конь · d5 белый слон · f5 чёрный слон · f4 белая пешка · a3 чёрный слон · c3 белая пешка · e3 белый слон · f3 белый ферзь · a2 белая пешка · d2 белый конь · f2 белая пешка · h2 белая пешка · c1 белый король · d1 белая ладья · h1 белая ладья | c8 чёрный король · e8 чёрная ладья · h8 чёрная ладья · a7 чёрная пешка · b7 чёрная пешка · c7 чёрная пешка · g7 чёрная пешка · h7 чёрная пешка · c6 чёрный конь · d5 белый слон · f5 чёрный слон · f4 белая пешка · a3 чёрный слон · c3 белая пешка · e3 белый слон · f3 белый ферзь · a2 белая пешка · d2 белый конь · f2 белая пешка · h2 белая пешка · c1 белый король · d1 белая ладья · h1 белая ладья | c8 чёрный король · e8 чёрная ладья · h8 чёрная ладья · a7 чёрная пешка · b7 чёрная пешка · c7 чёрная пешка · g7 чёрная пешка · h7 чёрная пешка · c6 чёрный конь · d5 белый слон · f5 чёрный слон · f4 белая пешка · a3 чёрный слон · c3 белая пешка · e3 белый слон · f3 белый ферзь · a2 белая пешка · d2 белый конь · f2 белая пешка · h2 белая пешка · c1 белый король · d1 белая ладья · h1 белая ладья | c8 чёрный король · e8 чёрная ладья · h8 чёрная ладья · a7 чёрная пешка · b7 чёрная пешка · c7 чёрная пешка · g7 чёрная пешка · h7 чёрная пешка · c6 чёрный конь · d5 белый слон · f5 чёрный слон · f4 белая пешка · a3 чёрный слон · c3 белая пешка · e3 белый слон · f3 белый ферзь · a2 белая пешка · d2 белый конь · f2 белая пешка · h2 белая пешка · c1 белый король · d1 белая ладья · h1 белая ладья | 8 |
| 7 | c8 чёрный король · e8 чёрная ладья · h8 чёрная ладья · a7 чёрная пешка · b7 чёрная пешка · c7 чёрная пешка · g7 чёрная пешка · h7 чёрная пешка · c6 чёрный конь · d5 белый слон · f5 чёрный слон · f4 белая пешка · a3 чёрный слон · c3 белая пешка · e3 белый слон · f3 белый ферзь · a2 белая пешка · d2 белый конь · f2 белая пешка · h2 белая пешка · c1 белый король · d1 белая ладья · h1 белая ладья | c8 чёрный король · e8 чёрная ладья · h8 чёрная ладья · a7 чёрная пешка · b7 чёрная пешка · c7 чёрная пешка · g7 чёрная пешка · h7 чёрная пешка · c6 чёрный конь · d5 белый слон · f5 чёрный слон · f4 белая пешка · a3 чёрный слон · c3 белая пешка · e3 белый слон · f3 белый ферзь · a2 белая пешка · d2 белый конь · f2 белая пешка · h2 белая пешка · c1 белый король · d1 белая ладья · h1 белая ладья | c8 чёрный король · e8 чёрная ладья · h8 чёрная ладья · a7 чёрная пешка · b7 чёрная пешка · c7 чёрная пешка · g7 чёрная пешка · h7 чёрная пешка · c6 чёрный конь · d5 белый слон · f5 чёрный слон · f4 белая пешка · a3 чёрный слон · c3 белая пешка · e3 белый слон · f3 белый ферзь · a2 белая пешка · d2 белый конь · f2 белая пешка · h2 белая пешка · c1 белый король · d1 белая ладья · h1 белая ладья | c8 чёрный король · e8 чёрная ладья · h8 чёрная ладья · a7 чёрная пешка · b7 чёрная пешка · c7 чёрная пешка · g7 чёрная пешка · h7 чёрная пешка · c6 чёрный конь · d5 белый слон · f5 чёрный слон · f4 белая пешка · a3 чёрный слон · c3 белая пешка · e3 белый слон · f3 белый ферзь · a2 белая пешка · d2 белый конь · f2 белая пешка · h2 белая пешка · c1 белый король · d1 белая ладья · h1 белая ладья | c8 чёрный король · e8 чёрная ладья · h8 чёрная ладья · a7 чёрная пешка · b7 чёрная пешка · c7 чёрная пешка · g7 чёрная пешка · h7 чёрная пешка · c6 чёрный конь · d5 белый слон · f5 чёрный слон · f4 белая пешка · a3 чёрный слон · c3 белая пешка · e3 белый слон · f3 белый ферзь · a2 белая пешка · d2 белый конь · f2 белая пешка · h2 белая пешка · c1 белый король · d1 белая ладья · h1 белая ладья | c8 чёрный король · e8 чёрная ладья · h8 чёрная ладья · a7 чёрная пешка · b7 чёрная пешка · c7 чёрная пешка · g7 чёрная пешка · h7 чёрная пешка · c6 чёрный конь · d5 белый слон · f5 чёрный слон · f4 белая пешка · a3 чёрный слон · c3 белая пешка · e3 белый слон · f3 белый ферзь · a2 белая пешка · d2 белый конь · f2 белая пешка · h2 белая пешка · c1 белый король · d1 белая ладья · h1 белая ладья | c8 чёрный король · e8 чёрная ладья · h8 чёрная ладья · a7 чёрная пешка · b7 чёрная пешка · c7 чёрная пешка · g7 чёрная пешка · h7 чёрная пешка · c6 чёрный конь · d5 белый слон · f5 чёрный слон · f4 белая пешка · a3 чёрный слон · c3 белая пешка · e3 белый слон · f3 белый ферзь · a2 белая пешка · d2 белый конь · f2 белая пешка · h2 белая пешка · c1 белый король · d1 белая ладья · h1 белая ладья | c8 чёрный король · e8 чёрная ладья · h8 чёрная ладья · a7 чёрная пешка · b7 чёрная пешка · c7 чёрная пешка · g7 чёрная пешка · h7 чёрная пешка · c6 чёрный конь · d5 белый слон · f5 чёрный слон · f4 белая пешка · a3 чёрный слон · c3 белая пешка · e3 белый слон · f3 белый ферзь · a2 белая пешка · d2 белый конь · f2 белая пешка · h2 белая пешка · c1 белый король · d1 белая ладья · h1 белая ладья | 7 |
| 6 | c8 чёрный король · e8 чёрная ладья · h8 чёрная ладья · a7 чёрная пешка · b7 чёрная пешка · c7 чёрная пешка · g7 чёрная пешка · h7 чёрная пешка · c6 чёрный конь · d5 белый слон · f5 чёрный слон · f4 белая пешка · a3 чёрный слон · c3 белая пешка · e3 белый слон · f3 белый ферзь · a2 белая пешка · d2 белый конь · f2 белая пешка · h2 белая пешка · c1 белый король · d1 белая ладья · h1 белая ладья | c8 чёрный король · e8 чёрная ладья · h8 чёрная ладья · a7 чёрная пешка · b7 чёрная пешка · c7 чёрная пешка · g7 чёрная пешка · h7 чёрная пешка · c6 чёрный конь · d5 белый слон · f5 чёрный слон · f4 белая пешка · a3 чёрный слон · c3 белая пешка · e3 белый слон · f3 белый ферзь · a2 белая пешка · d2 белый конь · f2 белая пешка · h2 белая пешка · c1 белый король · d1 белая ладья · h1 белая ладья | c8 чёрный король · e8 чёрная ладья · h8 чёрная ладья · a7 чёрная пешка · b7 чёрная пешка · c7 чёрная пешка · g7 чёрная пешка · h7 чёрная пешка · c6 чёрный конь · d5 белый слон · f5 чёрный слон · f4 белая пешка · a3 чёрный слон · c3 белая пешка · e3 белый слон · f3 белый ферзь · a2 белая пешка · d2 белый конь · f2 белая пешка · h2 белая пешка · c1 белый король · d1 белая ладья · h1 белая ладья | c8 чёрный король · e8 чёрная ладья · h8 чёрная ладья · a7 чёрная пешка · b7 чёрная пешка · c7 чёрная пешка · g7 чёрная пешка · h7 чёрная пешка · c6 чёрный конь · d5 белый слон · f5 чёрный слон · f4 белая пешка · a3 чёрный слон · c3 белая пешка · e3 белый слон · f3 белый ферзь · a2 белая пешка · d2 белый конь · f2 белая пешка · h2 белая пешка · c1 белый король · d1 белая ладья · h1 белая ладья | c8 чёрный король · e8 чёрная ладья · h8 чёрная ладья · a7 чёрная пешка · b7 чёрная пешка · c7 чёрная пешка · g7 чёрная пешка · h7 чёрная пешка · c6 чёрный конь · d5 белый слон · f5 чёрный слон · f4 белая пешка · a3 чёрный слон · c3 белая пешка · e3 белый слон · f3 белый ферзь · a2 белая пешка · d2 белый конь · f2 белая пешка · h2 белая пешка · c1 белый король · d1 белая ладья · h1 белая ладья | c8 чёрный король · e8 чёрная ладья · h8 чёрная ладья · a7 чёрная пешка · b7 чёрная пешка · c7 чёрная пешка · g7 чёрная пешка · h7 чёрная пешка · c6 чёрный конь · d5 белый слон · f5 чёрный слон · f4 белая пешка · a3 чёрный слон · c3 белая пешка · e3 белый слон · f3 белый ферзь · a2 белая пешка · d2 белый конь · f2 белая пешка · h2 белая пешка · c1 белый король · d1 белая ладья · h1 белая ладья | c8 чёрный король · e8 чёрная ладья · h8 чёрная ладья · a7 чёрная пешка · b7 чёрная пешка · c7 чёрная пешка · g7 чёрная пешка · h7 чёрная пешка · c6 чёрный конь · d5 белый слон · f5 чёрный слон · f4 белая пешка · a3 чёрный слон · c3 белая пешка · e3 белый слон · f3 белый ферзь · a2 белая пешка · d2 белый конь · f2 белая пешка · h2 белая пешка · c1 белый король · d1 белая ладья · h1 белая ладья | c8 чёрный король · e8 чёрная ладья · h8 чёрная ладья · a7 чёрная пешка · b7 чёрная пешка · c7 чёрная пешка · g7 чёрная пешка · h7 чёрная пешка · c6 чёрный конь · d5 белый слон · f5 чёрный слон · f4 белая пешка · a3 чёрный слон · c3 белая пешка · e3 белый слон · f3 белый ферзь · a2 белая пешка · d2 белый конь · f2 белая пешка · h2 белая пешка · c1 белый король · d1 белая ладья · h1 белая ладья | 6 |
| 5 | c8 чёрный король · e8 чёрная ладья · h8 чёрная ладья · a7 чёрная пешка · b7 чёрная пешка · c7 чёрная пешка · g7 чёрная пешка · h7 чёрная пешка · c6 чёрный конь · d5 белый слон · f5 чёрный слон · f4 белая пешка · a3 чёрный слон · c3 белая пешка · e3 белый слон · f3 белый ферзь · a2 белая пешка · d2 белый конь · f2 белая пешка · h2 белая пешка · c1 белый король · d1 белая ладья · h1 белая ладья | c8 чёрный король · e8 чёрная ладья · h8 чёрная ладья · a7 чёрная пешка · b7 чёрная пешка · c7 чёрная пешка · g7 чёрная пешка · h7 чёрная пешка · c6 чёрный конь · d5 белый слон · f5 чёрный слон · f4 белая пешка · a3 чёрный слон · c3 белая пешка · e3 белый слон · f3 белый ферзь · a2 белая пешка · d2 белый конь · f2 белая пешка · h2 белая пешка · c1 белый король · d1 белая ладья · h1 белая ладья | c8 чёрный король · e8 чёрная ладья · h8 чёрная ладья · a7 чёрная пешка · b7 чёрная пешка · c7 чёрная пешка · g7 чёрная пешка · h7 чёрная пешка · c6 чёрный конь · d5 белый слон · f5 чёрный слон · f4 белая пешка · a3 чёрный слон · c3 белая пешка · e3 белый слон · f3 белый ферзь · a2 белая пешка · d2 белый конь · f2 белая пешка · h2 белая пешка · c1 белый король · d1 белая ладья · h1 белая ладья | c8 чёрный король · e8 чёрная ладья · h8 чёрная ладья · a7 чёрная пешка · b7 чёрная пешка · c7 чёрная пешка · g7 чёрная пешка · h7 чёрная пешка · c6 чёрный конь · d5 белый слон · f5 чёрный слон · f4 белая пешка · a3 чёрный слон · c3 белая пешка · e3 белый слон · f3 белый ферзь · a2 белая пешка · d2 белый конь · f2 белая пешка · h2 белая пешка · c1 белый король · d1 белая ладья · h1 белая ладья | c8 чёрный король · e8 чёрная ладья · h8 чёрная ладья · a7 чёрная пешка · b7 чёрная пешка · c7 чёрная пешка · g7 чёрная пешка · h7 чёрная пешка · c6 чёрный конь · d5 белый слон · f5 чёрный слон · f4 белая пешка · a3 чёрный слон · c3 белая пешка · e3 белый слон · f3 белый ферзь · a2 белая пешка · d2 белый конь · f2 белая пешка · h2 белая пешка · c1 белый король · d1 белая ладья · h1 белая ладья | c8 чёрный король · e8 чёрная ладья · h8 чёрная ладья · a7 чёрная пешка · b7 чёрная пешка · c7 чёрная пешка · g7 чёрная пешка · h7 чёрная пешка · c6 чёрный конь · d5 белый слон · f5 чёрный слон · f4 белая пешка · a3 чёрный слон · c3 белая пешка · e3 белый слон · f3 белый ферзь · a2 белая пешка · d2 белый конь · f2 белая пешка · h2 белая пешка · c1 белый король · d1 белая ладья · h1 белая ладья | c8 чёрный король · e8 чёрная ладья · h8 чёрная ладья · a7 чёрная пешка · b7 чёрная пешка · c7 чёрная пешка · g7 чёрная пешка · h7 чёрная пешка · c6 чёрный конь · d5 белый слон · f5 чёрный слон · f4 белая пешка · a3 чёрный слон · c3 белая пешка · e3 белый слон · f3 белый ферзь · a2 белая пешка · d2 белый конь · f2 белая пешка · h2 белая пешка · c1 белый король · d1 белая ладья · h1 белая ладья | c8 чёрный король · e8 чёрная ладья · h8 чёрная ладья · a7 чёрная пешка · b7 чёрная пешка · c7 чёрная пешка · g7 чёрная пешка · h7 чёрная пешка · c6 чёрный конь · d5 белый слон · f5 чёрный слон · f4 белая пешка · a3 чёрный слон · c3 белая пешка · e3 белый слон · f3 белый ферзь · a2 белая пешка · d2 белый конь · f2 белая пешка · h2 белая пешка · c1 белый король · d1 белая ладья · h1 белая ладья | 5 |
| 4 | c8 чёрный король · e8 чёрная ладья · h8 чёрная ладья · a7 чёрная пешка · b7 чёрная пешка · c7 чёрная пешка · g7 чёрная пешка · h7 чёрная пешка · c6 чёрный конь · d5 белый слон · f5 чёрный слон · f4 белая пешка · a3 чёрный слон · c3 белая пешка · e3 белый слон · f3 белый ферзь · a2 белая пешка · d2 белый конь · f2 белая пешка · h2 белая пешка · c1 белый король · d1 белая ладья · h1 белая ладья | c8 чёрный король · e8 чёрная ладья · h8 чёрная ладья · a7 чёрная пешка · b7 чёрная пешка · c7 чёрная пешка · g7 чёрная пешка · h7 чёрная пешка · c6 чёрный конь · d5 белый слон · f5 чёрный слон · f4 белая пешка · a3 чёрный слон · c3 белая пешка · e3 белый слон · f3 белый ферзь · a2 белая пешка · d2 белый конь · f2 белая пешка · h2 белая пешка · c1 белый король · d1 белая ладья · h1 белая ладья | c8 чёрный король · e8 чёрная ладья · h8 чёрная ладья · a7 чёрная пешка · b7 чёрная пешка · c7 чёрная пешка · g7 чёрная пешка · h7 чёрная пешка · c6 чёрный конь · d5 белый слон · f5 чёрный слон · f4 белая пешка · a3 чёрный слон · c3 белая пешка · e3 белый слон · f3 белый ферзь · a2 белая пешка · d2 белый конь · f2 белая пешка · h2 белая пешка · c1 белый король · d1 белая ладья · h1 белая ладья | c8 чёрный король · e8 чёрная ладья · h8 чёрная ладья · a7 чёрная пешка · b7 чёрная пешка · c7 чёрная пешка · g7 чёрная пешка · h7 чёрная пешка · c6 чёрный конь · d5 белый слон · f5 чёрный слон · f4 белая пешка · a3 чёрный слон · c3 белая пешка · e3 белый слон · f3 белый ферзь · a2 белая пешка · d2 белый конь · f2 белая пешка · h2 белая пешка · c1 белый король · d1 белая ладья · h1 белая ладья | c8 чёрный король · e8 чёрная ладья · h8 чёрная ладья · a7 чёрная пешка · b7 чёрная пешка · c7 чёрная пешка · g7 чёрная пешка · h7 чёрная пешка · c6 чёрный конь · d5 белый слон · f5 чёрный слон · f4 белая пешка · a3 чёрный слон · c3 белая пешка · e3 белый слон · f3 белый ферзь · a2 белая пешка · d2 белый конь · f2 белая пешка · h2 белая пешка · c1 белый король · d1 белая ладья · h1 белая ладья | c8 чёрный король · e8 чёрная ладья · h8 чёрная ладья · a7 чёрная пешка · b7 чёрная пешка · c7 чёрная пешка · g7 чёрная пешка · h7 чёрная пешка · c6 чёрный конь · d5 белый слон · f5 чёрный слон · f4 белая пешка · a3 чёрный слон · c3 белая пешка · e3 белый слон · f3 белый ферзь · a2 белая пешка · d2 белый конь · f2 белая пешка · h2 белая пешка · c1 белый король · d1 белая ладья · h1 белая ладья | c8 чёрный король · e8 чёрная ладья · h8 чёрная ладья · a7 чёрная пешка · b7 чёрная пешка · c7 чёрная пешка · g7 чёрная пешка · h7 чёрная пешка · c6 чёрный конь · d5 белый слон · f5 чёрный слон · f4 белая пешка · a3 чёрный слон · c3 белая пешка · e3 белый слон · f3 белый ферзь · a2 белая пешка · d2 белый конь · f2 белая пешка · h2 белая пешка · c1 белый король · d1 белая ладья · h1 белая ладья | c8 чёрный король · e8 чёрная ладья · h8 чёрная ладья · a7 чёрная пешка · b7 чёрная пешка · c7 чёрная пешка · g7 чёрная пешка · h7 чёрная пешка · c6 чёрный конь · d5 белый слон · f5 чёрный слон · f4 белая пешка · a3 чёрный слон · c3 белая пешка · e3 белый слон · f3 белый ферзь · a2 белая пешка · d2 белый конь · f2 белая пешка · h2 белая пешка · c1 белый король · d1 белая ладья · h1 белая ладья | 4 |
| 3 | c8 чёрный король · e8 чёрная ладья · h8 чёрная ладья · a7 чёрная пешка · b7 чёрная пешка · c7 чёрная пешка · g7 чёрная пешка · h7 чёрная пешка · c6 чёрный конь · d5 белый слон · f5 чёрный слон · f4 белая пешка · a3 чёрный слон · c3 белая пешка · e3 белый слон · f3 белый ферзь · a2 белая пешка · d2 белый конь · f2 белая пешка · h2 белая пешка · c1 белый король · d1 белая ладья · h1 белая ладья | c8 чёрный король · e8 чёрная ладья · h8 чёрная ладья · a7 чёрная пешка · b7 чёрная пешка · c7 чёрная пешка · g7 чёрная пешка · h7 чёрная пешка · c6 чёрный конь · d5 белый слон · f5 чёрный слон · f4 белая пешка · a3 чёрный слон · c3 белая пешка · e3 белый слон · f3 белый ферзь · a2 белая пешка · d2 белый конь · f2 белая пешка · h2 белая пешка · c1 белый король · d1 белая ладья · h1 белая ладья | c8 чёрный король · e8 чёрная ладья · h8 чёрная ладья · a7 чёрная пешка · b7 чёрная пешка · c7 чёрная пешка · g7 чёрная пешка · h7 чёрная пешка · c6 чёрный конь · d5 белый слон · f5 чёрный слон · f4 белая пешка · a3 чёрный слон · c3 белая пешка · e3 белый слон · f3 белый ферзь · a2 белая пешка · d2 белый конь · f2 белая пешка · h2 белая пешка · c1 белый король · d1 белая ладья · h1 белая ладья | c8 чёрный король · e8 чёрная ладья · h8 чёрная ладья · a7 чёрная пешка · b7 чёрная пешка · c7 чёрная пешка · g7 чёрная пешка · h7 чёрная пешка · c6 чёрный конь · d5 белый слон · f5 чёрный слон · f4 белая пешка · a3 чёрный слон · c3 белая пешка · e3 белый слон · f3 белый ферзь · a2 белая пешка · d2 белый конь · f2 белая пешка · h2 белая пешка · c1 белый король · d1 белая ладья · h1 белая ладья | c8 чёрный король · e8 чёрная ладья · h8 чёрная ладья · a7 чёрная пешка · b7 чёрная пешка · c7 чёрная пешка · g7 чёрная пешка · h7 чёрная пешка · c6 чёрный конь · d5 белый слон · f5 чёрный слон · f4 белая пешка · a3 чёрный слон · c3 белая пешка · e3 белый слон · f3 белый ферзь · a2 белая пешка · d2 белый конь · f2 белая пешка · h2 белая пешка · c1 белый король · d1 белая ладья · h1 белая ладья | c8 чёрный король · e8 чёрная ладья · h8 чёрная ладья · a7 чёрная пешка · b7 чёрная пешка · c7 чёрная пешка · g7 чёрная пешка · h7 чёрная пешка · c6 чёрный конь · d5 белый слон · f5 чёрный слон · f4 белая пешка · a3 чёрный слон · c3 белая пешка · e3 белый слон · f3 белый ферзь · a2 белая пешка · d2 белый конь · f2 белая пешка · h2 белая пешка · c1 белый король · d1 белая ладья · h1 белая ладья | c8 чёрный король · e8 чёрная ладья · h8 чёрная ладья · a7 чёрная пешка · b7 чёрная пешка · c7 чёрная пешка · g7 чёрная пешка · h7 чёрная пешка · c6 чёрный конь · d5 белый слон · f5 чёрный слон · f4 белая пешка · a3 чёрный слон · c3 белая пешка · e3 белый слон · f3 белый ферзь · a2 белая пешка · d2 белый конь · f2 белая пешка · h2 белая пешка · c1 белый король · d1 белая ладья · h1 белая ладья | c8 чёрный король · e8 чёрная ладья · h8 чёрная ладья · a7 чёрная пешка · b7 чёрная пешка · c7 чёрная пешка · g7 чёрная пешка · h7 чёрная пешка · c6 чёрный конь · d5 белый слон · f5 чёрный слон · f4 белая пешка · a3 чёрный слон · c3 белая пешка · e3 белый слон · f3 белый ферзь · a2 белая пешка · d2 белый конь · f2 белая пешка · h2 белая пешка · c1 белый король · d1 белая ладья · h1 белая ладья | 3 |
| 2 | c8 чёрный король · e8 чёрная ладья · h8 чёрная ладья · a7 чёрная пешка · b7 чёрная пешка · c7 чёрная пешка · g7 чёрная пешка · h7 чёрная пешка · c6 чёрный конь · d5 белый слон · f5 чёрный слон · f4 белая пешка · a3 чёрный слон · c3 белая пешка · e3 белый слон · f3 белый ферзь · a2 белая пешка · d2 белый конь · f2 белая пешка · h2 белая пешка · c1 белый король · d1 белая ладья · h1 белая ладья | c8 чёрный король · e8 чёрная ладья · h8 чёрная ладья · a7 чёрная пешка · b7 чёрная пешка · c7 чёрная пешка · g7 чёрная пешка · h7 чёрная пешка · c6 чёрный конь · d5 белый слон · f5 чёрный слон · f4 белая пешка · a3 чёрный слон · c3 белая пешка · e3 белый слон · f3 белый ферзь · a2 белая пешка · d2 белый конь · f2 белая пешка · h2 белая пешка · c1 белый король · d1 белая ладья · h1 белая ладья | c8 чёрный король · e8 чёрная ладья · h8 чёрная ладья · a7 чёрная пешка · b7 чёрная пешка · c7 чёрная пешка · g7 чёрная пешка · h7 чёрная пешка · c6 чёрный конь · d5 белый слон · f5 чёрный слон · f4 белая пешка · a3 чёрный слон · c3 белая пешка · e3 белый слон · f3 белый ферзь · a2 белая пешка · d2 белый конь · f2 белая пешка · h2 белая пешка · c1 белый король · d1 белая ладья · h1 белая ладья | c8 чёрный король · e8 чёрная ладья · h8 чёрная ладья · a7 чёрная пешка · b7 чёрная пешка · c7 чёрная пешка · g7 чёрная пешка · h7 чёрная пешка · c6 чёрный конь · d5 белый слон · f5 чёрный слон · f4 белая пешка · a3 чёрный слон · c3 белая пешка · e3 белый слон · f3 белый ферзь · a2 белая пешка · d2 белый конь · f2 белая пешка · h2 белая пешка · c1 белый король · d1 белая ладья · h1 белая ладья | c8 чёрный король · e8 чёрная ладья · h8 чёрная ладья · a7 чёрная пешка · b7 чёрная пешка · c7 чёрная пешка · g7 чёрная пешка · h7 чёрная пешка · c6 чёрный конь · d5 белый слон · f5 чёрный слон · f4 белая пешка · a3 чёрный слон · c3 белая пешка · e3 белый слон · f3 белый ферзь · a2 белая пешка · d2 белый конь · f2 белая пешка · h2 белая пешка · c1 белый король · d1 белая ладья · h1 белая ладья | c8 чёрный король · e8 чёрная ладья · h8 чёрная ладья · a7 чёрная пешка · b7 чёрная пешка · c7 чёрная пешка · g7 чёрная пешка · h7 чёрная пешка · c6 чёрный конь · d5 белый слон · f5 чёрный слон · f4 белая пешка · a3 чёрный слон · c3 белая пешка · e3 белый слон · f3 белый ферзь · a2 белая пешка · d2 белый конь · f2 белая пешка · h2 белая пешка · c1 белый король · d1 белая ладья · h1 белая ладья | c8 чёрный король · e8 чёрная ладья · h8 чёрная ладья · a7 чёрная пешка · b7 чёрная пешка · c7 чёрная пешка · g7 чёрная пешка · h7 чёрная пешка · c6 чёрный конь · d5 белый слон · f5 чёрный слон · f4 белая пешка · a3 чёрный слон · c3 белая пешка · e3 белый слон · f3 белый ферзь · a2 белая пешка · d2 белый конь · f2 белая пешка · h2 белая пешка · c1 белый король · d1 белая ладья · h1 белая ладья | c8 чёрный король · e8 чёрная ладья · h8 чёрная ладья · a7 чёрная пешка · b7 чёрная пешка · c7 чёрная пешка · g7 чёрная пешка · h7 чёрная пешка · c6 чёрный конь · d5 белый слон · f5 чёрный слон · f4 белая пешка · a3 чёрный слон · c3 белая пешка · e3 белый слон · f3 белый ферзь · a2 белая пешка · d2 белый конь · f2 белая пешка · h2 белая пешка · c1 белый король · d1 белая ладья · h1 белая ладья | 2 |
| 1 | c8 чёрный король · e8 чёрная ладья · h8 чёрная ладья · a7 чёрная пешка · b7 чёрная пешка · c7 чёрная пешка · g7 чёрная пешка · h7 чёрная пешка · c6 чёрный конь · d5 белый слон · f5 чёрный слон · f4 белая пешка · a3 чёрный слон · c3 белая пешка · e3 белый слон · f3 белый ферзь · a2 белая пешка · d2 белый конь · f2 белая пешка · h2 белая пешка · c1 белый король · d1 белая ладья · h1 белая ладья | c8 чёрный король · e8 чёрная ладья · h8 чёрная ладья · a7 чёрная пешка · b7 чёрная пешка · c7 чёрная пешка · g7 чёрная пешка · h7 чёрная пешка · c6 чёрный конь · d5 белый слон · f5 чёрный слон · f4 белая пешка · a3 чёрный слон · c3 белая пешка · e3 белый слон · f3 белый ферзь · a2 белая пешка · d2 белый конь · f2 белая пешка · h2 белая пешка · c1 белый король · d1 белая ладья · h1 белая ладья | c8 чёрный король · e8 чёрная ладья · h8 чёрная ладья · a7 чёрная пешка · b7 чёрная пешка · c7 чёрная пешка · g7 чёрная пешка · h7 чёрная пешка · c6 чёрный конь · d5 белый слон · f5 чёрный слон · f4 белая пешка · a3 чёрный слон · c3 белая пешка · e3 белый слон · f3 белый ферзь · a2 белая пешка · d2 белый конь · f2 белая пешка · h2 белая пешка · c1 белый король · d1 белая ладья · h1 белая ладья | c8 чёрный король · e8 чёрная ладья · h8 чёрная ладья · a7 чёрная пешка · b7 чёрная пешка · c7 чёрная пешка · g7 чёрная пешка · h7 чёрная пешка · c6 чёрный конь · d5 белый слон · f5 чёрный слон · f4 белая пешка · a3 чёрный слон · c3 белая пешка · e3 белый слон · f3 белый ферзь · a2 белая пешка · d2 белый конь · f2 белая пешка · h2 белая пешка · c1 белый король · d1 белая ладья · h1 белая ладья | c8 чёрный король · e8 чёрная ладья · h8 чёрная ладья · a7 чёрная пешка · b7 чёрная пешка · c7 чёрная пешка · g7 чёрная пешка · h7 чёрная пешка · c6 чёрный конь · d5 белый слон · f5 чёрный слон · f4 белая пешка · a3 чёрный слон · c3 белая пешка · e3 белый слон · f3 белый ферзь · a2 белая пешка · d2 белый конь · f2 белая пешка · h2 белая пешка · c1 белый король · d1 белая ладья · h1 белая ладья | c8 чёрный король · e8 чёрная ладья · h8 чёрная ладья · a7 чёрная пешка · b7 чёрная пешка · c7 чёрная пешка · g7 чёрная пешка · h7 чёрная пешка · c6 чёрный конь · d5 белый слон · f5 чёрный слон · f4 белая пешка · a3 чёрный слон · c3 белая пешка · e3 белый слон · f3 белый ферзь · a2 белая пешка · d2 белый конь · f2 белая пешка · h2 белая пешка · c1 белый король · d1 белая ладья · h1 белая ладья | c8 чёрный король · e8 чёрная ладья · h8 чёрная ладья · a7 чёрная пешка · b7 чёрная пешка · c7 чёрная пешка · g7 чёрная пешка · h7 чёрная пешка · c6 чёрный конь · d5 белый слон · f5 чёрный слон · f4 белая пешка · a3 чёрный слон · c3 белая пешка · e3 белый слон · f3 белый ферзь · a2 белая пешка · d2 белый конь · f2 белая пешка · h2 белая пешка · c1 белый король · d1 белая ладья · h1 белая ладья | c8 чёрный король · e8 чёрная ладья · h8 чёрная ладья · a7 чёрная пешка · b7 чёрная пешка · c7 чёрная пешка · g7 чёрная пешка · h7 чёрная пешка · c6 чёрный конь · d5 белый слон · f5 чёрный слон · f4 белая пешка · a3 чёрный слон · c3 белая пешка · e3 белый слон · f3 белый ферзь · a2 белая пешка · d2 белый конь · f2 белая пешка · h2 белая пешка · c1 белый король · d1 белая ладья · h1 белая ладья | 1 |
|   | a | b | c | d | e | f | g | h |   |

Мат Бодена — мат, поставленный при помощи двух слонов. Один из слонов объявляет шах, второй — отнимает клетки у неприятельского короля, на которые тот мог бы уйти от объявленного шаха (остальные клетки заняты неприятельскими фигурами и мешают собственному королю). Чаще всего встречается в случае длинной рокировки (у стороны, которой ставят мат).
Назван в честь Сэмюэля Бодена, который первым поставил такой мат в матче Шулдер—Боден в 1853 году в Лондоне.
Их партия шла так: 1.e4 e5 2.Nf3 d6 3.c3 f5 4.Bc4 Nf6 5.d4 fxe4 6.dxe5 exf3 7.exf6 Qxf6 8.gxf3 Nc6 9.f4 Bd7 10.Be3 0-0-0 11.Nd2 Re8 12.Qf3 Bf5 13.0-0-0? (ошибка, лучше было 13.Bd5) 13...d5! 14.Bxd5? (решающая ошибка, позволяет форсировать мат; лучше было 14.Rde1, теряя фигуру) 14...Qxc3+ 15.bxc3 Ba3#, мат. Финальная позиция показана на диаграмме.